# 2023年世界陸上競技選手権大会サモア選手団
2023年世界陸上競技選手権大会サモア選手団は、2023年8月19日から8月27日までハンガリーのブダペストで開催された第19回世界陸上競技選手権大会のサモア選手団。

## 選手団
- 人員: 選手 1人

## 選手名簿・結果
| 選手               | 種目       | 予選   | 予選 | 決勝   | 決勝 |
| 選手               | 種目       | 結果   | 順位 | 結果   | 順位 |
| ------------------ | ---------- | ------ | ---- | ------ | ---- |
| アレックス・ローズ | 男子円盤投 | 65.26m | 8位  | 61.69m | 12位 |